# Джер (Южная Осетия)
Джер (осет. Джер, груз. გერი — Гери) — село на севере Цхинвальского района Южной Осетии; согласно юрисдикции Грузии — в Горийском муниципалитете.
Центр Джерской сельской администрации в РЮО.
Село является самым паломническим центром Республики, в селении на вершине холма расположена средневековая церковь святого Георгия известная своими чудесами, легендами, ежегодно на праздник Джеры-дзуар собираются осетины с разных концов двух Осетии,   и запределах, ранее до военных действий в селении на праздник помимо осетин на молитвы собирались так же грузины из ближайших поселений.

## География
Расположено в 15 км к северо-востоку от Цхинвала, в 7 км к северу от села Уанат.

## Население
Село в 1989 году населено этническими осетинами. В 1987 году — 40 человек.

## Топографические карты
- Лист карты K-38-64 Цхинвали. Масштаб: 1 : 100 000. Состояние местности на 1987 год. Издание 1989 г.